# 刘晓鸣
刘晓鸣（1962年5月—），男，汉族，湖北洪湖人，中华人民共和国政治人物，曾任湖北省发展和改革委员会党组书记、主任，湖北省援疆工作办公室主任，湖北省人大常委会副主任。